# Дровнич
Дровнич — струмок (річка) в Україні у Тисменицькому районі Івано-Франківської області. Ліва притока річки Бистриці (басейн Дністра).

## Опис
Довжина струмка приблизно 7,65 км, найкоротша відстань між витоком і гирлом — 6,52 км, коефіцієнт звивистості річки — 1,17. Формується багатьма гірськими струмками.

## Розташування
Бере початок на південно-східній стороні від села Вікторів. Тече переважно на південний схід і впадає у річку Бистрицю, праву притоку Дністра.
Населені пункти взбовж берегової смуги: Тязів, Сілець.

## Цікаві факти
- Струмок між селами Тязів та Сілець перетинає автошлях Н09[2] (автомобільний шлях національного значення на території України. Проходить територією Закарпатської, Івано-Франківської та Львівської областей.).